# De Fortuin (Lier)
De Fortuin is een historisch pand in Lier, in de Belgische provincie Antwerpen. Het pand aan de Binnennete is sinds 1980 een beschermd monument.
Het gebouw ligt op het Felix Timmermansplein, vroeger het "messenstraatje" genoemd, omdat het ambacht messenslijpen er geconcentreerd was.
Het 17e-eeuws gebouw dateert uit 1672, en wellicht gebouwd als opslagplaats aan de kade van de toen nog bevaarbare Kleine Nete. Wat nu de vensters zijn met houten buitenluiken, waren toen open ingangen, of toegangen met een naar binnendraaiend luik, met katrol voor laden en lossen van goederen. Ook de indrukwekkende balkenstructuur op arduinen pijlers duidt erop dat het gebouw op zijn vier bouwlagen zware lasten moest kunnen dragen. Onder meer brouwers, kolen- en graanhandelaars waren eigenaar. Begin 20e eeuw was er een limonadefabriek in gevestigd.
Met de steun van de provincie Antwerpen kocht de stad Lier het historische pand in 1911. Het werd vooral gebruikt als magazijn. Na de Tweede Wereldoorlog stond het gebouw leeg en wat te verkommeren. In 1962-1965 werd het pand grondig gerestaureerd, onder leiding van architect Richard De Bruyn. Hierbij werd het gebouw wat "geromantiseerd", onder meer de openingen aan de waterkant werden wat symmetrischer geschikt en voorzien van rood-witte (de stadskleuren) luiken met Vlaams zandlopermotief. En op het geknikte zadeldak met opklimmende dakvensters prijkt in de nok het beeld van de godin Fortuna, voorgesteld met wimpel en rad. Het centrale interieur werd gesierd met een vergulde kroonluchter, gesmeed door de Lierse kunstsmid Louis Van Boeckel.
Het werd door de stad in pacht gegeven voor het uitbaten van een horecazaak (met een drijvend terras op de Nete). Na jaren leegstand besliste de stad in 2012 om het pand te verkopen. Na renovatiewerken ging het in 2016 opnieuw open als restaurant .Nu (2020) is de benedenverdieping leegstaand (geen restaurant meer) en de verdiepingen zijn 2 woningen.